# Musikjahr 1909
Liste der Musikjahre

◄◄ | ◄ | 1905 | 1906 | 1907 | 1908 | Musikjahr 1909 | 1910 | 1911 | 1912 | 1913 | ► | ►►

Weitere Ereignisse
Dieser Artikel behandelt das Musikjahr 1909.

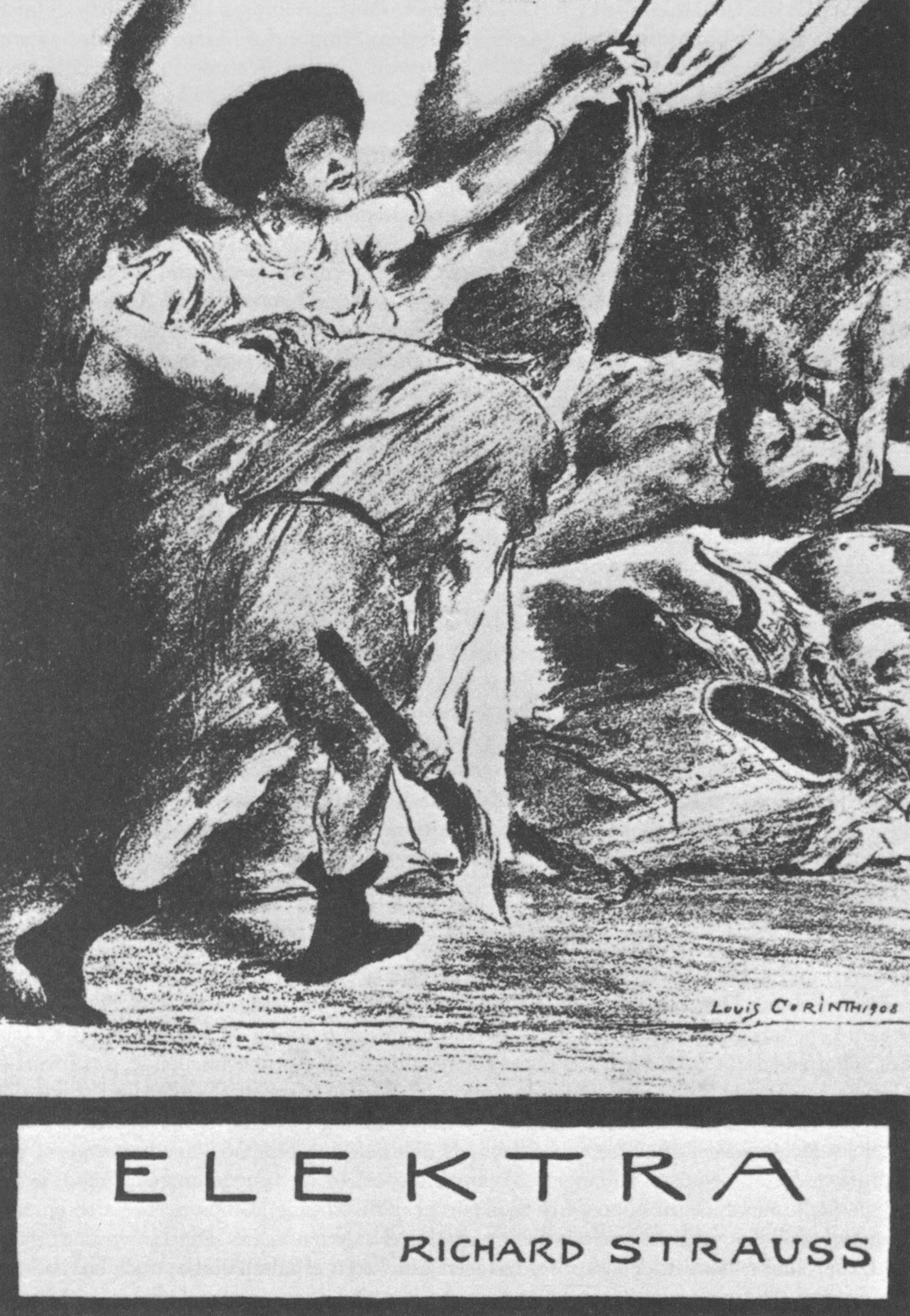
Titelblatt des Librettos von Elektra, Zeichnung von Lovis Corinth, 1909

## Ereignisse

### Futurismus

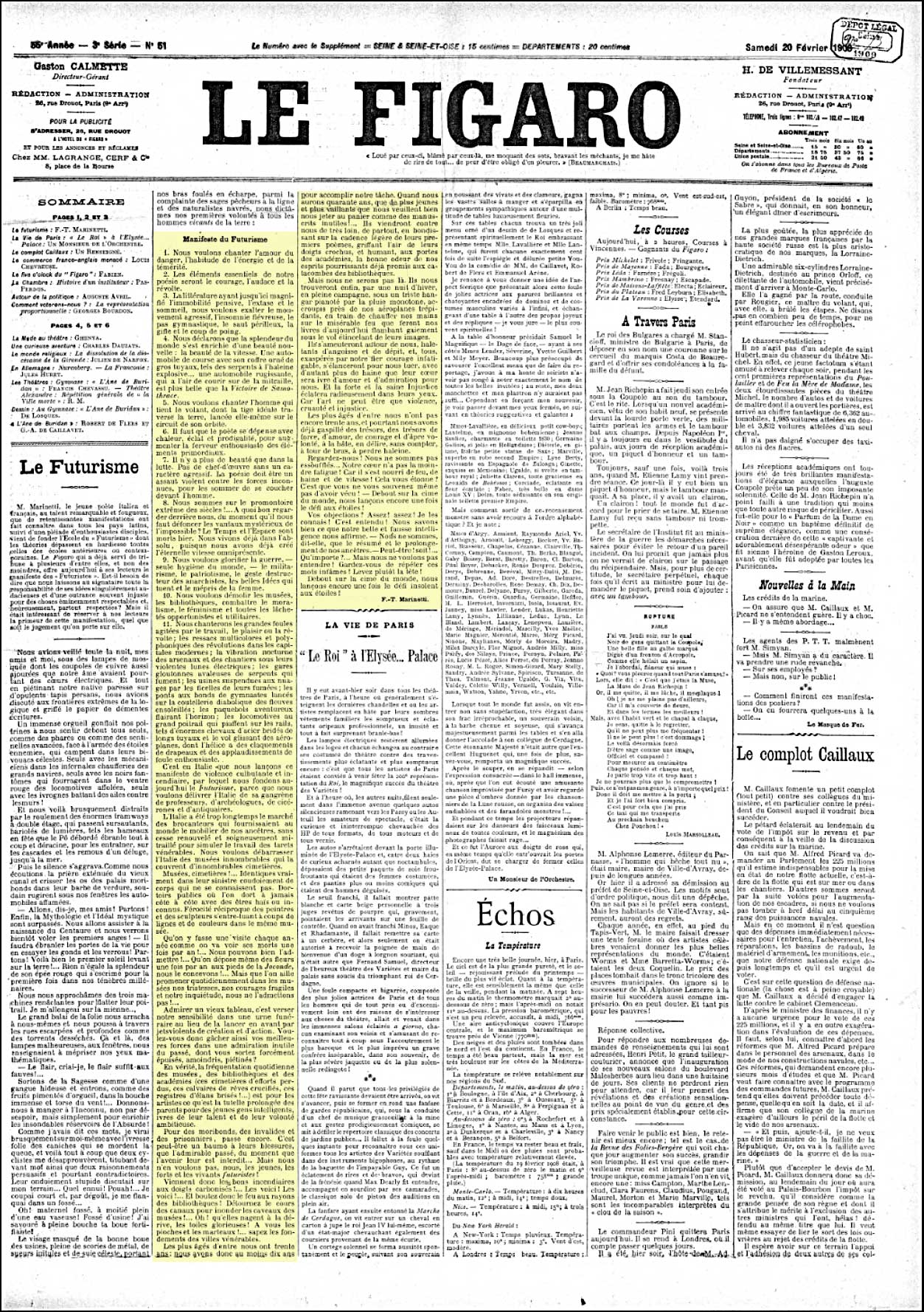
Das futuristische Manifest in Le Figaro

- 20. Februar: Der italienische Schriftsteller Filippo Tommaso Marinetti publiziert in der Pariser Zeitung Le Figaro sein futuristisches Manifest und gründet damit den Futurismus.

### Eröffnungen
- Das im Oktober 1904 durch einen Brand völlig zerstörte Basler Stadttheater wird wiedereröffnet.

### Uraufführungen

#### Ballett

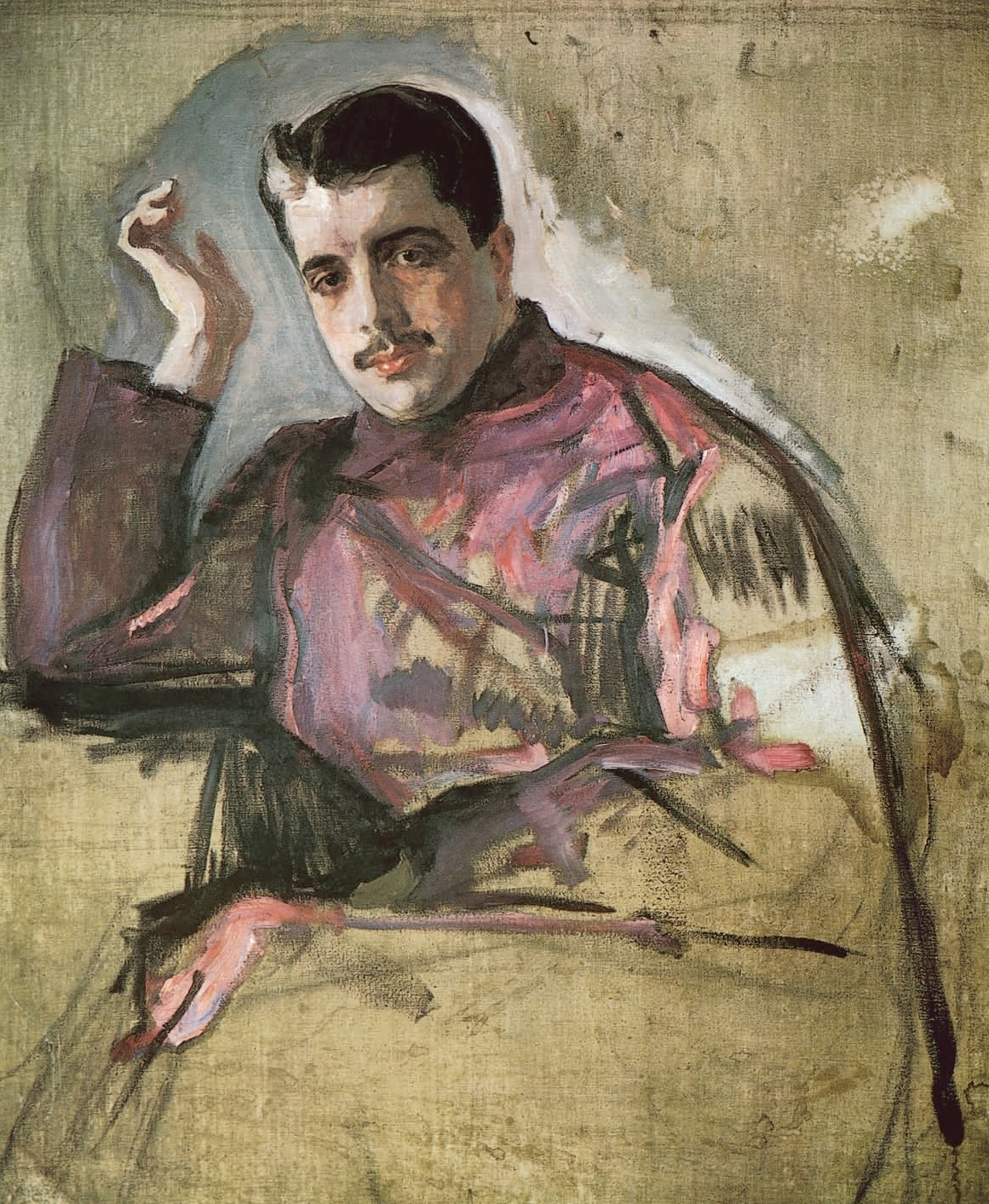
Sergei Pawlowitsch Djagilew 1909, Porträt von Walentin Alexandrowitsch Serow

- 19. Mai: Das Ballets Russes unter der Leitung von Sergei Pawlowitsch Djagilew gibt ein Gastspiel in Paris. Dabei wird am Théâtre du Châtelet Polowetzer Tänze uraufgeführt, das als eigenständiges Ballett von Michel Fokine aus Alexander Borodins Oper Fürst Igor herausgelöst worden ist.

#### Instrumentalmusik
- 09. Januar: Das von Aloysius Bertrands gleichnamiger Kurzprosa inspirierte dreiteilige Klavierstück Gaspard de la nuit von Maurice Ravel wird durch Ricardo Viñes in Paris uraufgeführt.
- 09. Februar: Das vierte Buch der Tanzsuite Iberia. 12 novelles „impressions“ en quatre cahiers für Klavier von Isaac Albéniz wird in der Pariser Société Nationale de Musique uraufgeführt.
- 17. April: die sinfonische Dichtung die Toteninsel von Sergei Wassiljewitsch Rachmaninow wird fertiggestellt. Das Stück ist eine musikalische Verarbeitung der Impressionen des Künstlers, nachdem er eine schwarzweiße Kopie des gleichnamigen Bildes des Schweizer Malers Arnold Böcklin gesehen hatte.
- 04. September: Uraufführung des Flötenkonzerts op. 283 von Carl Reinecke in der Queen’s Hall in London mit dem Flötisten Albert Fransella und dem Promenade Orchestra unter der Leitung von Henry Wood.
- 26. November: Die Schauspielmusik zu The Wasps von Ralph Vaughan Williams wird am New Theatre in Cambridge uraufgeführt.
- 28. November: Das New York Symphony Orchestra unter der Leitung von Walter Damrosch führt das 3. Klavierkonzert von Sergei Wassiljewitsch Rachmaninow erstmals auf. Die Kritik reagiert eher verhalten, doch das Stück wird bald sehr beliebt.
- Sigfrid Karg-Elert – 66 Choral-Improvisationen

#### Oper und Oratorium

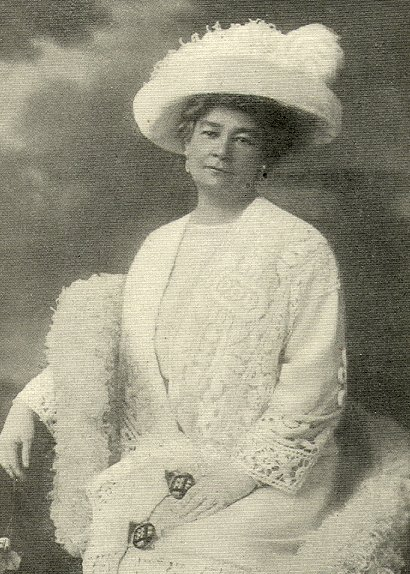
Ernestine Schumann-Heink 1909

- 25. Januar: An der Hofoper in Dresden wird die Symphonieoper Elektra von Richard Strauss mit dem Libretto von Hugo von Hofmannsthal erfolgreich durch Ernst von Schuch uraufgeführt. Ernestine Schumann-Heink singt die Rolle der Klytämnestra.
- 03. Februar: Die Uraufführung der Oper Il principe di Zilah von Franco Alfano findet am Teatro Carlo Felice in Genua statt.
- 01. April: Das Opern-Fragment Die Heirat (Orig.: Shenitba) von Modest Petrowitsch Mussorgski nach der gleichnamigen Komödie von Nikolai Wassiljewitsch Gogol aus dem Jahr 1868 wird an der Hofoper in Sankt Petersburg uraufgeführt.
- 02. Mai: Die Oper Bacchus von Jules Massenet hat ihre Uraufführung an der Grand Opéra Paris.
- 05. Mai: Die komische Oper Robins Ende von Eduard Künneke wird am Nationaltheater in Mannheim uraufgeführt.
- 07. Oktober: Die Oper Der goldene Hahn (Orig.: Solotoi petuschok) von Nikolai Andrejewitsch Rimski-Korsakow auf ein Libretto von Wladimir Iwanowitsch Bjelski nach dem gleichnamigen Märchen von Alexander Puschkin, das seinerseits auf der Sage vom arabischen Astrologen aus der Erzählsammlung Die Alhambra von Washington Irving beruht, wird an der Zimin-Oper in Moskau uraufgeführt.
- 22. Oktober: Uraufführung des Oratoriums Quo Vadis von Feliks Nowowiejski auf ein Libretto von Antonie Jüngst in der AmsterdamerConcertgebouw.
- 06. November: Das Musikdrama Izeÿl von Eugen d’Albert wird am Stadttheater Hamburg uraufgeführt. Das Libretto verfasste Rudolf Lothar nach einer Vorlage von Armand Silvestre und Eugen Morand.
- 04. Dezember: Die Uraufführung der vom Komponisten als Intermezzo bezeichneten Oper Susannens Geheimnis von Ermanno Wolf-Ferrari auf das Libretto von Enrico Golisciani findet am Münchener Hoftheater statt.

#### Operette
- 22. Januar: Die Uraufführung der Operette Ein Herbstmanöver von Emmerich Kálmán findet am Theater an der Wien in Wien statt und bringt dem Komponisten einen ersten Achtungserfolg. Bei dem Werk handelt es sich um die deutsche Umarbeitung der ungarischen Kálmán-Operette Tatárjárás aus dem Jahr 1908. Das Werk wird sehr gut aufgenommen und schafft es unter dem Namen The Gay Hussars bis an den Broadway in New York.
- 03. August: Die Uraufführung der Operette Miß Dudelsack von Rudolf Nelson auf ein Libretto von Fritz Grünbaum und Hans Reichert erfolgt am Kleinen Schauspielhaus in Berlin.
- 07. Oktober: Die Uraufführung der Operette Das Fürstenkind von Franz Lehár im Johann Strauß-Theater erfolgt in Wien. Das Libretto stammt von Victor Léon unter Verwendung einer Figur aus dem Roman Le roi des montagnes von Edmond About. Das Stück kann sich im Gegensatz zu anderen Lehár-Operetten nie auf den Spielplänen durchsetzen.
- 12. November: Die von Robert Stolz dirigierte Uraufführung der zur „Silbernen Operettenära“ gehörenden Operette Der Graf von Luxemburg von Franz Lehár am von Wilhelm Karczag geführten Theater an der Wien in Wien wird mit stürmischer Begeisterung aufgenommen und läuft anschließend über 300 Mal.
- 01. Dezember: Die Uraufführung des Singspiels Brüderlein fein von Leo Fall mit dem Libretto von Julius Wilhelm findet in Wien statt. Im Mittelpunkt des Stückes steht der Komponist und Kapellmeister Joseph Drechsler. Der Titel bezieht sich auf Ferdinand Raimunds Theaterstück Der Bauer als Millionär.

Weitere Operettenuraufführungen
- Leo Ascher, Die arme Lori und Belagerungszustand (zwei Operetten).
- Richard Heuberger, Durchlaucht Seitensprung oder Der Fürst von Düsterstein
- Robert Stolz, Die Commandeuse.

## Geboren

### Januar bis März

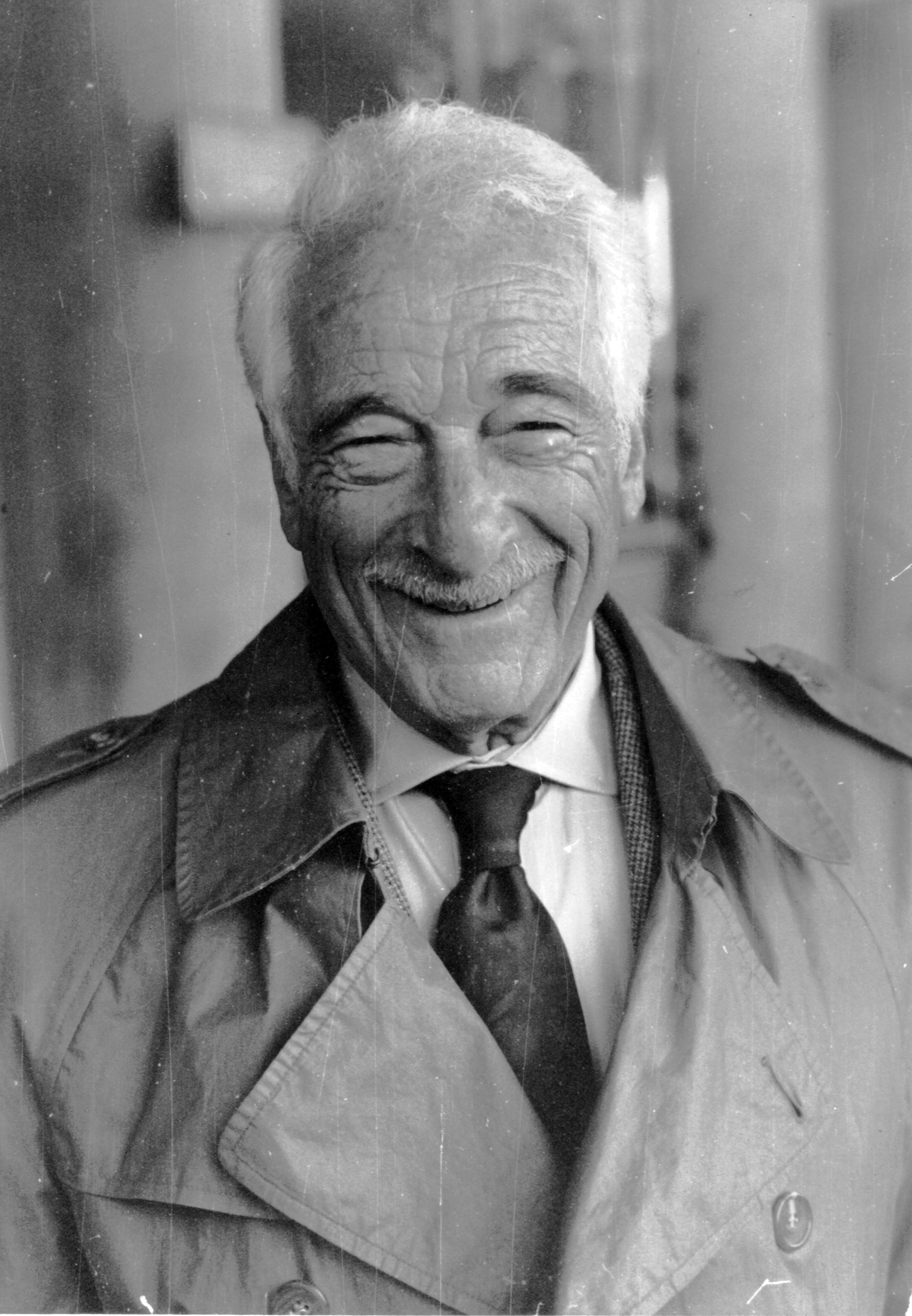
Victor Borge; * 3. Januar

- 03. Januar: Victor Borge, dänischer Pianist und Komödiant († 2000)
- 03. Januar: Leonard Isaacs, britisch-kanadischer Pianist, Musikpädagoge und Komponist († 1997)
- 05. Januar: Wilhelm Loibner, österreichischer Dirigent († 1971)
- 08. Januar: Hoke Rice, US-amerikanischer Country-Musiker († 1974)
- 11. Januar: Gunnar Berg, dänischer Komponist († 1989)
- 13. Januar: Quentin Jackson, US-amerikanischer Jazz-Posaunist († 1976)
- 14. Januar: Ernst Neger, deutscher Dachdecker und Fastnachtssänger († 1989)
- 15. Januar: Enrique Casal Chapí, spanischer Komponist († 1977)

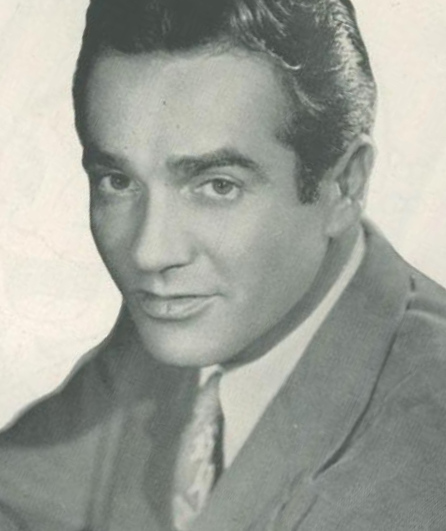
Gene Krupa; * 15. Januar

- 15. Januar: Gene Krupa, US-amerikanischer Jazz- und Big-Band-Schlagzeuger († 1973)
- 15. Januar: Elie Siegmeister, US-amerikanischer Komponist († 1991)
- 19. Januar: Hans Hotter, deutsch-österreichischer Bassbariton († 2003)
- 21. Januar: Todor Skalowski, mazedonischer Komponist († 2004)
- 24. Januar: Fritz Weber, deutscher Komponist (Ich bin ene kölsche Jung) († 1984)
- 27. Januar: Wera Georgijewna Dulowa, sowjetische bzw. russische Harfenistin und Hochschullehrerin († 2000)
- 30. Januar: Mihály Hajdú, ungarischer Komponist († 1990)
- 30. Januar: Wilhelm Lanzky-Otto, dänischer Hornist und Professor († 1991)
- 01. Februar: Cilli Wang, österreichische Kabarettistin und Tänzerin († 2005)
- 04. Februar: Agi Jambor, ungarisch-US-amerikanische Pianistin († 1997)
- 05. Februar: Grażyna Bacewicz, polnische Komponistin († 1969)
- 09. Februar: Carmen Miranda, portugiesisch-brasilianische Sängerin und Schauspielerin († 1955)
- 09. Februar: Harald Genzmer, deutscher Komponist († 2007)
- 10. Februar: Holger Alexander Fransman, finnischer Hornist († 1997)
- 15. Februar: Adolf Clemens, deutscher Chorleiter, Chorkomponist und Kompositionslehrer († 1942)
- 19. Februar: Alois Forer, österreichischer Organist und Hochschulprofessor († 2001)
- 20. Februar: Heinz Erhardt, Komiker, Musiker, Entertainer, Schauspieler, Dichter († 1979)
- 20. Februar: Lorenzo Alvary, US-amerikanischer Opernsänger (Bass) († 1996)
- 23. Februar: Sava Savoff, bulgarischer Pianist und Musikpädagoge († 1985)
- 24. Februar: Will Höhne, deutscher Schlagersänger († 1992)
- 03. März: Johnny Barfield, US-amerikanischer Old-Time- und Country-Musiker († 1974)
- 04. März: Michael Schneider, deutscher Organist, Chorleiter, Musikpädagoge und Musikwissenschaftler († 1994)
- 06. März: Dave Clark, US-amerikanischer Musikpromoter († 1995)
- 08. März: Alberto Echagüe, argentinischer Sänger und Liedtexter († 1987)
- 16. März: Son Bonds, US-amerikanischer Bluesmusiker († 1947)
- 18. März: Ljubica Marić, serbische Komponistin († 2003)
- 20. März: Héctor Palacios, argentinischer Tangosänger, -dichter und -komponist und Schauspieler († 1987)
- 21. März: Miff Görling, schwedischer Jazz- und Unterhaltungsmusiker († 1998)
- 22. März: Minna Keal, britische Komponistin († 1999)
- 22. März: Bienvenido Troncoso, dominikanischer Sänger, Gitarrist und Komponist († 1961)

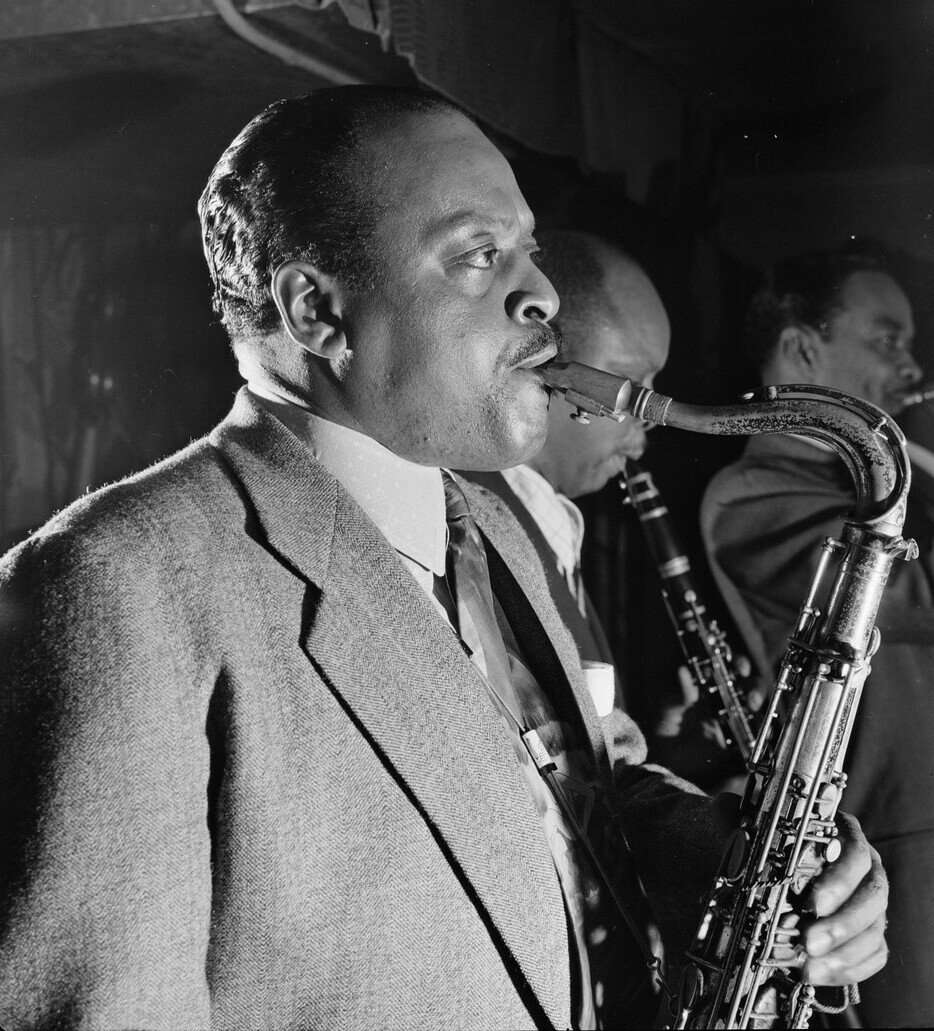
Ben Webster; * 27. März

- 27. März: Ben Webster, US-amerikanischer Jazz-Musiker († 1973)
- 29. März: Moon Mullican, US-amerikanischer Country-Sänger und Pianist († 1967)
- 31. März: Annemarie Wenner, Schweizer Sängerin und Schauspielerin († 1990)

### April bis Juni
- 02. April: Jean Kurt Forest, deutscher Komponist und Musiker († 1975)
- 04. April: Hans Busch, deutscher Violinist und Kapellmeister († 1996)
- 05. April: Julius Gaidelis, litauischer Komponist und Dirigent († 1983)
- 08. April: Olavi Pesonen, finnischer Komponist († 1993)
- 14. April: Isabel Aretz, argentinische Musikethnologin, Folkloristin und Komponistin († 2005)
- 21. April: Karl Scheit, österreichischer Gitarrist, Lautenist und Musikpädagoge († 1993)
- 24. April: Hjördis Schymberg, schwedische Sopranistin († 2008)
- 25. April: Jaroslav Doubrava, tschechischer Komponist, Maler und Pädagoge († 1960)
- 27. April: Jos Moerenhout, belgischer Komponist und Dirigent († 1985)
- 28. April: Tatjana Birkigt, deutsche Sängerin († unbekannt)
- 02. Mai: Teddy Stauffer, Schweizer Bandleader († 1991)
- 03. Mai: Colorado Pete, US-amerikanischer Country- und Cowboy-Musiker sowie Radiostar († unbekannt)
- 10. Mai: Maybelle Carter, US-amerikanische Country- und Folksängerin († 1978)
- 19. Mai: Charlotte Schlesinger, deutsche Komponistin und Hochschullehrerin († 1976)
- 20. Mai: Erich Kunz, österreichischer Opernsänger (Bariton) († 1995)
- 23. Mai: James Bracken, US-amerikanischer Songwriter sowie Mitbegründer von Vee-Jay Records († 1972)
- 24. Mai: Louis Fürnberg, deutscher Schriftsteller, Dichter und Musiker († 1957)
- 26. Mai: Charlie McCoy, US-amerikanischer Blues-Gitarrist, Sänger und Mandolinen-Spieler († 1950)
- 29. Mai: Dick Stabile, US-amerikanischer Jazzmusiker und Bandleader († 1980)

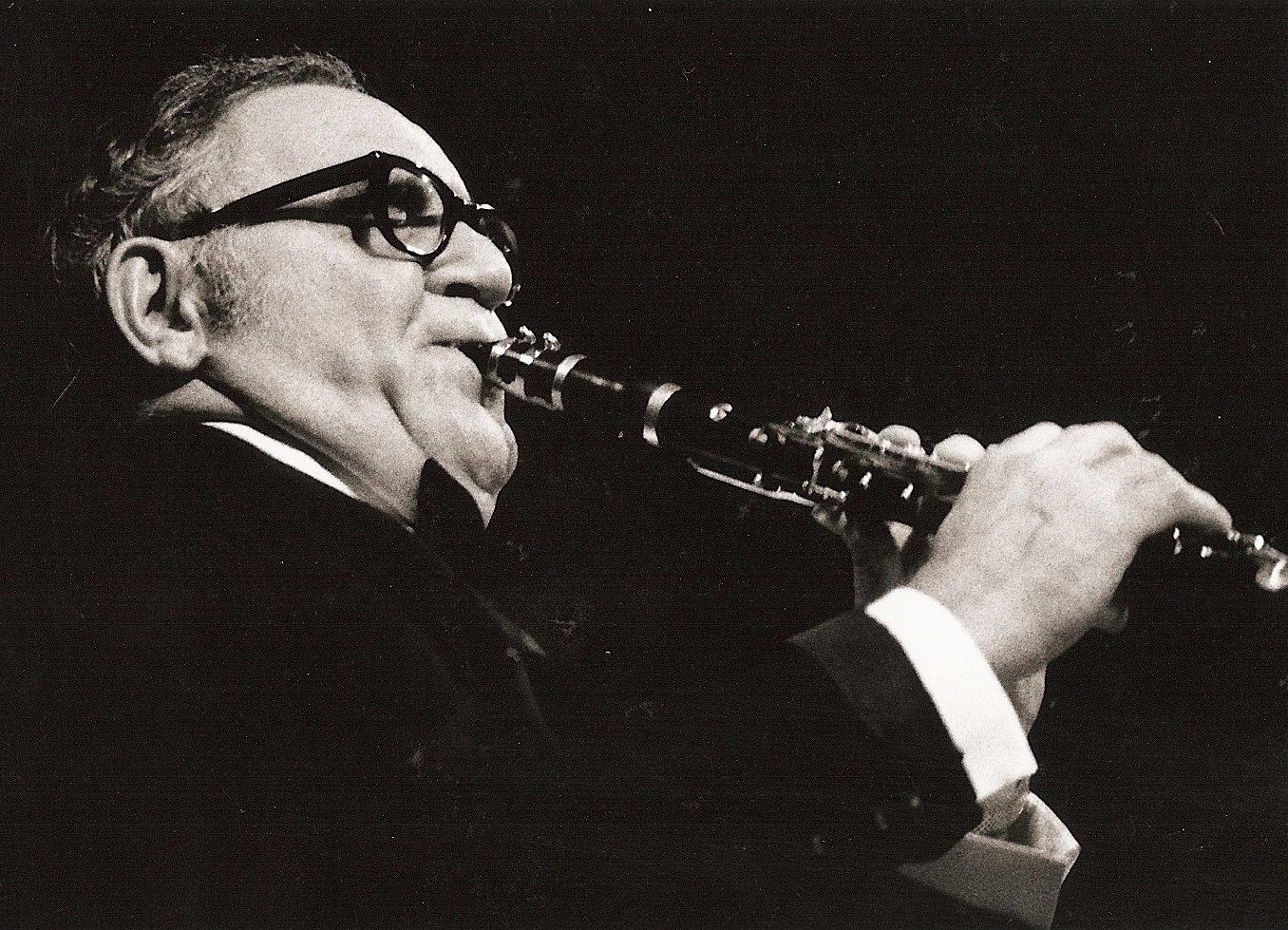
Benny Goodman; * 30. Mai

- 30. Mai: Cecil Cope, englischer Kirchenmusiker, Sänger und Komponist († 2003)
- 30. Mai: Benny Goodman, US-amerikanischer Jazzmusiker († 1986)
- 31. Mai: Eliza Hansen, deutsche Klavierpädagogin, Pianistin und Cembalistin († 2001)
- 01. Juni: Szymon Goldberg, US-amerikanischer Dirigent und Violinist († 1993)
- 07. Juni: Jean Laurent, belgischer Violinist und Musikpädagoge († 2001)
- 07. Juni: Kurt Sperrhake, deutscher Klavierbauer und Firmenbegründer († 1991)
- 14. Juni: Burl Ives, US-amerikanischer Folk-Sänger, Autor und Schauspieler († 1995)
- 15. Juni: Elena Nikolaidi, griechisch-amerikanische Opernsängerin († 2002)
- 16. Juni: Willi Boskovsky, österreichischer Geiger und Dirigent († 1991)
- 17. Juni: Herta Bamert, Schweizer Tänzerin und Tanzpädagogin († 1996)
- 20. Juni: Barbara Custance, kanadische Pianistin und Musikpädagogin († 1985)
- 21. Juni: Kurt Schwaen, deutscher Komponist († 2007)
- 23. Juni: Katherine Henderson, US-amerikanische Bluessängerin († 2002)
- 24. Juni: Jean Deslauriers, kanadischer Geiger, Dirigent und Komponist († 1978)
- 25. Juni: Marguerite Viby, dänische Schauspielerin und Sängerin († 2001)
- 26. Juni: Tom Parker, niederländischer Musikmanager († 1997)
- 28. Juni: Jindřich Praveček, tschechischer Dirigent und Komponist (Blasmusik) († 2000)
- 28. Juni: Arnold Shaw, US-amerikanischer Autor, Musikverleger, Hochschullehrer und Songwriter († 1989)
- 30. Juni: Paul Constantinescu, rumänischer Komponist († 1963)

### Juli bis September
- 01. Juli: Albert Woodbury, US-amerikanischer Komponist, Orchestrator und Arrangeur († 1989)
- 09. Juli: Leni Neuenschwander, Schweizer Sopranistin und Hochschullehrerin († 2000)
- 10. Juli: Casey Bill Weldon, US-amerikanischer Bluesmusiker († 1972)
- 13. Juli: Washington Castro, argentinischer Komponist und Dirigent († 2004)
- 17. Juli: Ignace Strasfogel, US-amerikanischer Komponist († 1994)
- 18. Juli: Harriet Hilliard, US-amerikanische Sängerin und Schauspielerin († 1994)
- 19. Juli: Jenő Vécsey, ungarischer Komponist († 1966)
- 29. Juli: Georgi Muschel, russischer Komponist († 1989)
- 01. August: Mary Elizabeth Caldwell, US-amerikanische Komponistin und Organistin († 2003)
- 01. August: Fridel Hönisch, deutsche Unterhaltungskünstlerin, Kabarettistin und Sängerin († 1999)
- 10. August: Claude Thornhill, US-amerikanischer Jazzmusiker († 1965)
- 10. August: Leo Fender, US-amerikanischer Musikinstrumentenbauer und Firmengründer († 1991)
- 11. August: Gaston Litaize, französischer Komponist, Organist und Orgellehrer († 1991)
- 15. August: Carlos Figueredo, venezolanischer Pianist und Komponist († 1986)
- 18. August: Herman E. Johnson, US-amerikanischer Country-Blues-Musiker († 1975)
- 19. August: Nora Lee King, US-amerikanische Blues- und Jazzsängerin († 1995)

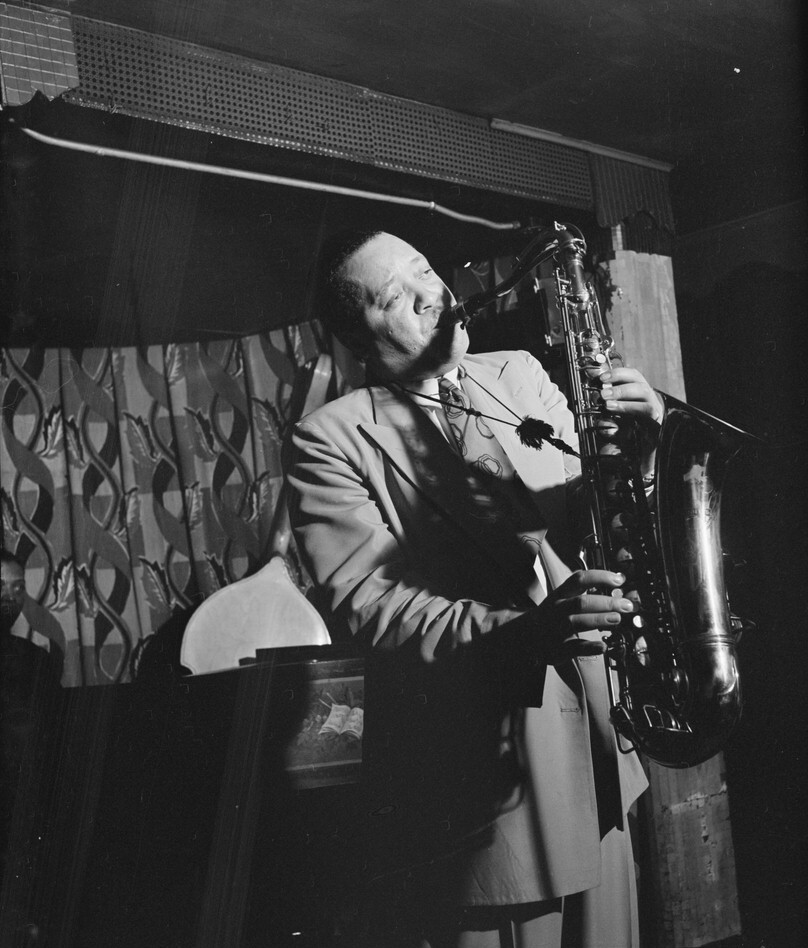
Lester Young; * 27. August

- 27. August: Lester Young, US-amerikanischer Tenorsaxophonist († 1959)
- 28. August: Fritz Ihlau, deutscher Komponist und Musiker († 1995)
- 31. August: Heinrich Barthelmes, deutscher Komponist, Organist und Musikpädagoge († 1985)
- 04. September: Karel Horký, tschechischer Komponist, Fagottist und Hochschullehrer († 1988)
- 14. September: Cristóbal Herreros, argentinischer Bandoneonist, Bandleader und Tangokomponist spanischer Herkunft († 2002)
- 15. September: Karl Ertl, österreichischer Militär-Kapellmeister und Komponist († 1975)
- 15. September: Carlos Estrada, uruguayischer Komponist, Dirigent und Musikpädagoge († 1970)
- 17. September: Robert Riefling, norwegischer Pianist und Musikpädagoge († 1988)
- 18. September: Willy Spilling, deutscher Komponist und Musikwissenschaftler († 1965)
- 21. September: James Adair, US-amerikanischer Violinist, Dirigent, Hochschullehrer, Musikpädagoge und Komponist († 1999)
- 22. September: Václav Dobiáš, tschechischer Komponist († 1978)
- 28. September: Fred Rauch, österreichischer Sänger, Texter sowie Radiomoderator († 1997)

### Oktober bis Dezember
- 03. Oktober: Robert Breuer, austroamerikanischer Journalist und Musikkritiker († 1996)
- 04. Oktober: Mary Elaine Gentemann, US-amerikanische Komponistin und Kirchenmusikerin († 2008)
- 04. Oktober: Marcel Stern, französischer Komponist und Violinist († 1989)
- 05. Oktober: Otto Ackermann, Schweizer Dirigent († 1960)
- 07. Oktober: Shura Cherkassky, russischer Pianist († 1995)
- 12. Oktober: Félix R. Bertrand, kanadischer Organist, Chorleiter und Komponist († 1978)

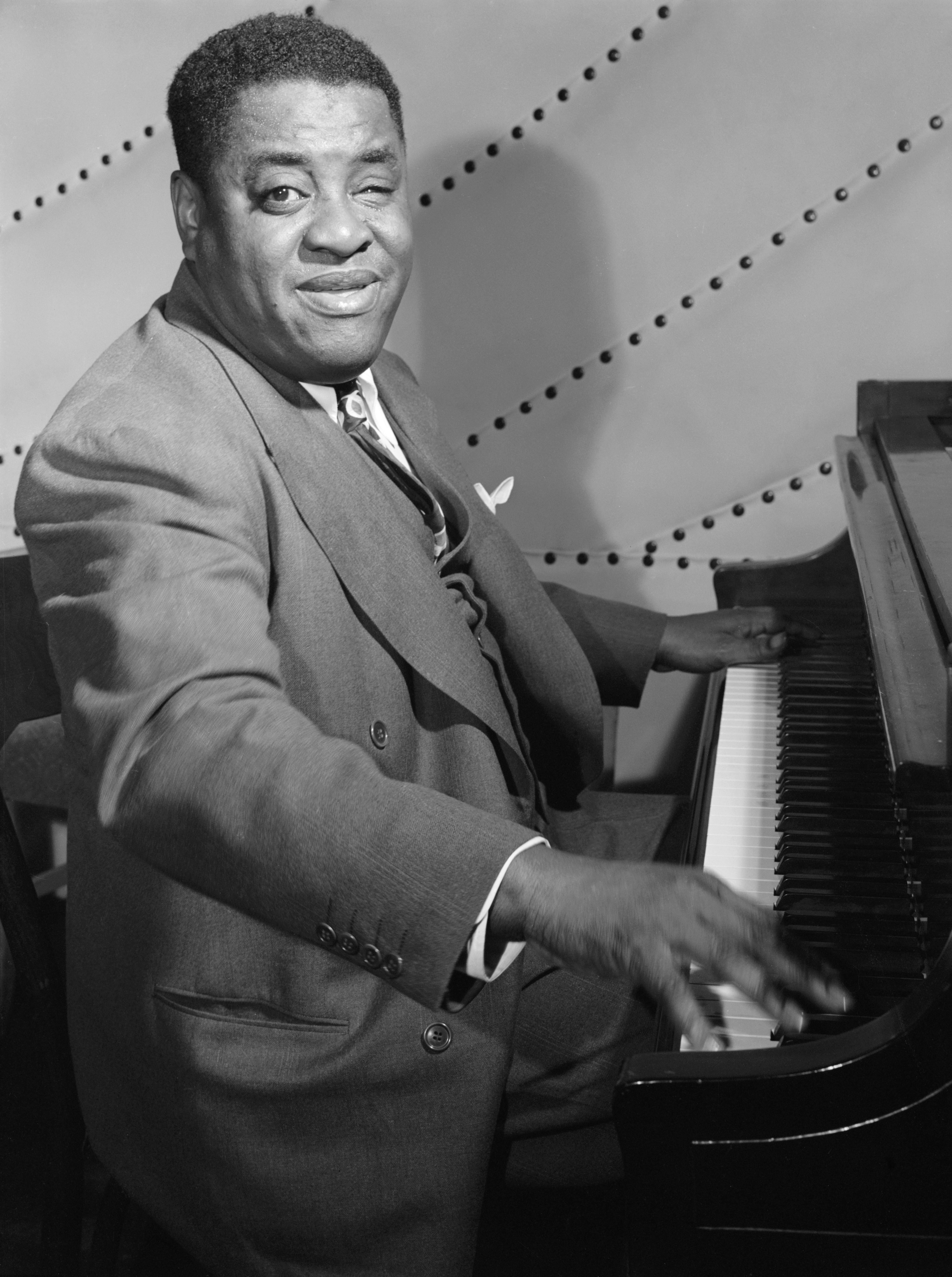
Art Tatum; * 13. Oktober

- 13. Oktober: Art Tatum, US-amerikanischer Klaviervirtuose des Jazz († 1956)
- 14. Oktober: Kalervo Tuukanen, finnischer Komponist († 1979)
- 18. Oktober: Ernst Karl Rößler, deutscher Pfarrer, Organist, Komponist und Orgelsachverständiger († 1980)
- 22. Oktober: Käte van Tricht, deutsche Organistin, Pianistin, Cembalistin und Musikpädagogin († 1996)
- 23. Oktober: Jimmy Berg, austroamerikanischer Komponist und Textdichter († 1988)

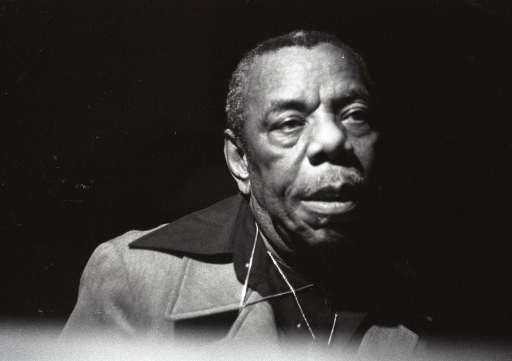
Champion Jack Dupree; * 23. Oktober

- 23. Oktober: Champion Jack Dupree, Blues-Sänger und -Pianist († 1992)
- 27. Oktober: Henry Townsend, US-amerikanischer Blues-Musiker († 2006)
- 28. Oktober: Gilbert Darisse, kanadischer Geiger, Dirigent und Musikpädagoge († 1996)
- 31. Oktober: Arnold Sundgaard, US-amerikanischer Schriftsteller und Librettist († 2006)
- 01. November: Bruno Bjelinski, kroatischer Komponist († 1992)
- 03. November: Herbert Haufrecht, US-amerikanischer Komponist und Folkloreforscher († 1998)
- 06. November: Henk Bijvanck, niederländischer Komponist († 1969)
- 09. November: Alberto Mastra, uruguayischer Gitarrist, Tangosänger und -komponist († 1976)
- 09. November: Trude Roesler, deutsche Opernsängerin (Alt und Mezzosopran) († 1976)
- 10. November: László Halmos, ungarischer Komponist († 1997)
- 16. November: Mado Michio, japanischer Dichter von Kinderliedern († 2014)
- 18. November: Valdemar Söderholm, schwedischer Komponist († 1990)
- 20. November: Natalja Dmitrijewna Spiller, sowjetisch-russische Sopran-Opernsängerin und Hochschullehrerin († 1995)
- 29. November: Hans Gillesberger, österreichischer Chorleiter († 1986)
- 30. November: Robert Nighthawk, US-amerikanischer Bluesmusiker († 1967)
- 01. Dezember: Anatolij Kos-Anatolskyj, ukrainischer Komponist († 1983)
- 03. Dezember: Wladimir Awramow, bulgarischer Geiger und Musikpädagoge († 2007)
- 13. Dezember: Reginald Bedford, kanadischer Pianist und Musikpädagoge († 1985)
- 15. Dezember: Walter Leschetizky, österreichischer Komponist, Orchesterleiter und Arrangeur († 1989)
- 18. Dezember: Kaspar Muther, schweizerischer Komponist, Klarinetten- und Sopransaxophonspieler († 1980)
- 19. Dezember: Maria Bielicka, polnische Sängerin, Schauspielerin und Holocaustüberlebende († 1989)
- 20. Dezember: Vagn Holmboe, dänischer Komponist († 1996)
- 21. Dezember: Pi Scheffer, niederländischer Komponist und Dirigent († 1988)

### Genaues Geburtsdatum unbekannt
- Nissar Hussain Khan, indischer Sänger († 1993)
- Michael Mosoeu Moerane, südafrikanischer Komponist und Chorleiter († 1981)

## Gestorben

### Todesdatum gesichert
- 08. Januar: Louise von Strantz, deutsche Sängerin, Dichterin und Komponistin (* 1823)
- 18. Januar: Ernest Lavigne, kanadischer Komponist, Kapellmeister, Kornettist und Musikverleger (* 1851)

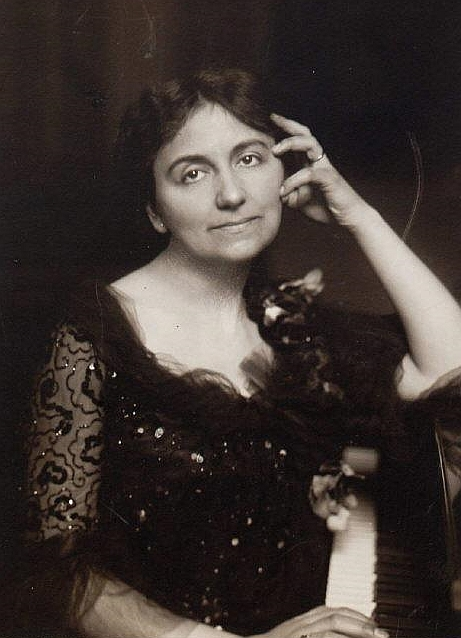
Clotilde Kleeberg; † 7. Februar

- 07. Februar: Clotilde Kleeberg, französische Pianistin deutsch-jüdischer Abstammung (* 1866)
- 08. Februar: Mieczysław Karłowicz, polnischer Komponist (* 1876)
- 08. Februar: Edouard Silas, niederländischer Komponist und Organist (* 1827)
- 09. März: Adolf Grimminger, deutscher Sänger, Dichter und Bildhauer (* 1827)
- 03. April: Benjamin Johnson Lang, US-amerikanischer Organist, Pianist, Dirigent und Komponist (* 1837)
- 27. April: Heinrich Conried, österreichischer Schauspieler, Theaterleiter und Direktor der Metropolitan Opera (* 1855)
- 04. Mai: Hans Nydegger, Schweizer Journalist, Liedtexter und Schriftsteller in Mundart (* 1848)
- 07. Mai: Carl Joachim Andersen, dänischer Flötist, Dirigent und Komponist (* 1847)
- 01. Juni: Giuseppe Martucci, italienischer Komponist, Pianist und Dirigent (* 1856)
- 02. Juni: Lucien Hillemacher, französischer Komponist (* 1860)
- 16. Juni: Ivar Eggert Hedenblad, schwedischer Komponist, Dirigent und Musikpädagoge (* 1851)
- 22. Juni: Ferdinand Pertzborn, deutscher Organist und Kirchenmusikdirektor (* 1864)
- 05. Juli: Emil Bohn, deutscher Musikwissenschaftler, Komponist und Musikpädagoge (* 1839)
- 22. Juli: Oscar Byström, schwedischer Komponist (* 1821)
- 23. Juli: Zygmunt Noskowski, polnischer Komponist (* 1846)

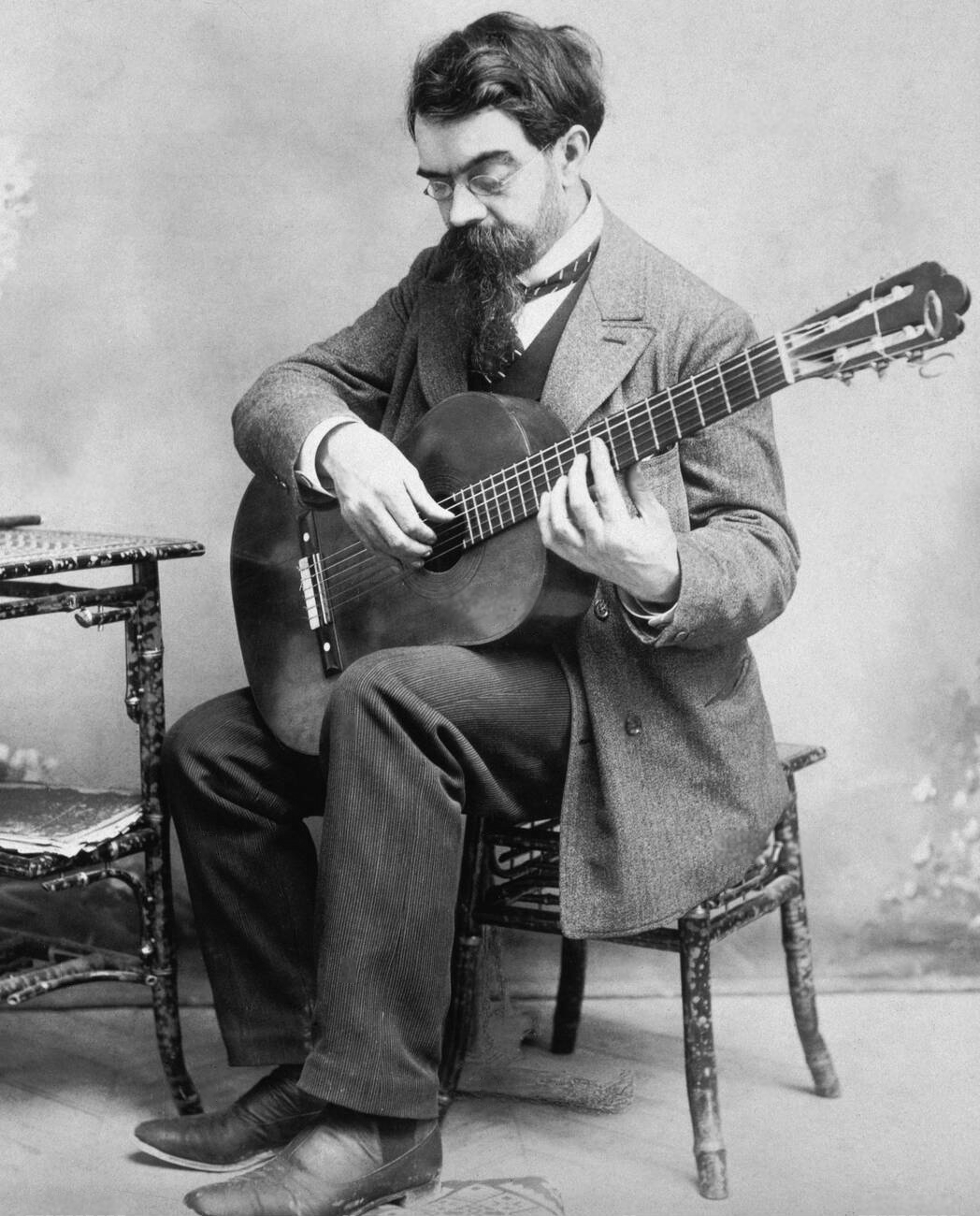
Francisco Tárrega; † 15. Dezember

- 19. August: Gottfried Angerer, deutscher Chordirigent und Komponist (* 1851)
- 01. September: Anna Masius, deutsche Sängerin (* 1830/1832)
- 02. September: Dario Saavedra, surinamischer Pianist und Komponist (* 1876)
- 13. September: Franz Zeischka, böhmischer Dirigent und Musikdirektor (* 1869)
- 15. September: Siegmund Steiner, österreichischer Sänger (* 1853)
- 14. Oktober: Gottfred Matthison-Hansen, dänischer Komponist (* 1832)
- 05. November: Ove Christensen, dänischer Komponist, Geiger und Pianist (* 1856)
- 08. November: Charles Bordes, französischer Komponist und Musikpädagoge (* 1863)
- 16. November: Francis Thomé, französischer Komponist (* 1850)
- 02. Dezember: Rudolf Achleitner, österreichischer Kapellmeister und Komponist (* 1864)
- 15. Dezember: Francisco Tárrega (y Eixa), spanischer Gitarrist und Komponist (* 1852)

### Gestorben nach 1909
- Ella Hattan, amerikanische Fechterin, Musicaldarstellerin und Schauspielerin (* 1859)